# Луї Лебель
Луї Лебель (фр. Louis LeBel; 30 листопада 1939, Квебек — 8 червня 2023, там же) — канадський адвокат, а згодом суддя, спеціаліст у галузі адміністративного, міжнародного та квебецького трудового права. Суддя Верховного суду Канади у 2000—2014 роках, викладач Університету Лаваля й Оттавського університету, компаньйон ордена Канади (2017).

## Біографія
Народився 1939 року в місті Квебек у сім'ї королівського адвоката Поля Лебеля та Маргеріт Сассвілль. Здобув ступінь бакалавра в Єзуїтському колежі Квебеку в 1958 році та ступінь бакалавра цивільного права в Університеті Лаваля у 1961 році. 1962 року ліцензований як адвокат, працював у рідному місті у 1963—1964 роках в адвокатській конторі LeBel, Letarte, Bilodeau, Boily, а потім у 1964—1971 роках у фірмі Désilets, Grondin, LeBel & Associés.
1965 року одружився з Луїз Пудріє, майбутньою професоркою права Університету Лаваля. У цьому шлюбі народилися двоє синів і дочка. Того ж року здобув ступінь фахівця (фр. Diplôme d'études supérieures) з приватного права в Університеті Лаваля, 1966 року ступінь магістра цивільного права в Торонтському університеті. Продовжував адвокатську практику як партнер у фірмі Grondin, LeBel, Poudrier, Isabel, Morin & Gagnon з 1971 до 1980 рік.
З 1976 до 1982 рік входив до редакційної ради журналу «Revue du Barreau», зокрема з 1979 до 1982 рік обіймаючи посаду його голови. У 1982—1983 роках віцепрезидент Адвокатської асоціації міста Квебеку, у 1983—1984 роках — батоньє Квебеку. Одночасно вів курси в Університеті Лаваля й Оттавському університеті. 1984 року призначений суддею Апеляційного суду провінції Квебек, а 2000 року — суддею Верховного суду Канади. Залишався у складі Верховного суду до виходу на пенсію 30 листопада 2014 року. Після виходу на пенсію входив до Комітету з оплати праці суддів Квебека та продовжував викладати на юридичному факультеті Університету Лаваля. Помер у червні 2023 року.

## Внесок у юриспруденцію
Був знаним як фахівець у галузі адміністративного, міжнародного та квебецького трудового права. Його колега з Верховного суду Канади Ришар Вагнер наголошував на рідкісній здатності Лебеля в умовах змішаної правової системи Канади знаходити спільний знаменник для положень цивільного (європейського континентального) та загального (британсько-американського) права. Серед опублікованих робіт Лебеля — створена спільно з Робером Ганьоном і професором П'єром Вержем монографія «Трудове право чинне у Квебеку» (фр. Le droit du travail en vigueur au Québec).
У некролозі, опублікованому в журналі «Canadian Lawyer», серед судових рішень, винесених Лебелем у роки роботи у Верховному суді, його колеги виділяють як найзнаковіші два. Перше, у справі Club Resorts Ltd. v. Van Breda (2012), здійснило переворот у питанні визначення територіальної юрисдикції у загальному праві. У позові, що розглядає смерть одного і тяжку травму іншого канадця на кубинському курорті, що належали компанії зі штаб-квартирою на Кайманових островах, відповідачі не зуміли переконати Лебеля, що ця справа має бути в юрисдикції кубинських судів. Рішення Лебеля прояснило багато раніше заплутаних питань у визначенні «реального та суттєвого зв'язку» (англ. real and substantial connection). Друге рішення, яке датується тим же роком, було винесене у справі Teva Canada Ltd. v. Pfizer Canada Inc. . Воно стосувалося порушень, допущених компанією Pfizer під час оформлення патенту на винахід препарату Віагра, і дало можливість іншим фармацевтичним фірмам почати випуск дженериків під власними назвами.

## Нагороди
Двічі, у 2000 та 2008 роках, нагороджувався медаллю Адвокатської асоціації міста Квебек. Почесний доктор Лавальського університету (2001) й Оттавського університету (2010).
2017 року став компаньйоном Ордену Канади. У поданні відзначаються заслуги Луї Лебеля у розвитку правової системи Канади, зокрема, в галузях цивільного, кримінального та трудового права. Нагороджений також медалями Золотого та Діамантового ювілею королеви Єлизавети II.